# Gymnophora triangularis
Gymnophora triangularis är en tvåvingeart som beskrevs av Brown 1987. Gymnophora triangularis ingår i släktet Gymnophora och familjen puckelflugor. Inga underarter finns listade i Catalogue of Life.